# Phare de Grímsey
Le phare de Grímsey est un phare situé dans la région de Norðurland vestra sur l'île de Grímsey.